# Георг Лудвиг фон Зинцендорф
Георг Лудвиг фон Зинцендорф (на немски: Georg Ludwig von Sinzendorf; * 17 юни 1616, Изенбург; † 14 декември 1681, Виена) е благородник от линията Фридау на австрийския род Зинцендорф, граф на Зинцендорф-Нойбург и императорски държавник.

## Живот
Той е единствен син на фрайхер Пилграм III фон Зинцендорф (1579 – 1620) и съпругата му фрайин Сузана фон Траутмансдорф († 1620), дъщеря на фрайхер Йохан Фридрих фон и цу Траутмансдорф (1542 – 1614) и Ева фон Траутмансдорф.
Георг Лудвиг започва служба при императора и през 1646 г. става вице-президент на дворцовата камера. През 1648 г. той, и родът му, е издигнат на граф. През декември 1653 г. на имперското събрание в Регенсбург Георг Лудвиг става католик. Същата година е издигнат на имперски граф. През 1654 г. той става „имперски наследствен шацмайстер“, 1656 г. става член на тайния съвет и скоро след това президент на дворцовата камера при новия император Леополд I.
През 1654 г. Георг Лудвиг купува Графство Нойбург на река Ин от граф Залм-Нойбург. Той престроява двореца там и църквата. През 1662 и 1669 г. купува и други територии. Зинцендорф става един от най-богатите в страната.
През 1663 г. Георг Лудвиг става рицар на Хабсбургския Орден на Златното руно.
След 1679 г. има процес против него, вземат му графството Нойбург. Той продава част от собственостите си, за да заплати глобите. Той трябва да напусне страната, но по молба на съпругата му Доротея Елизабет има право да остане в именията си и умира на 14 декември 1681 г. на 65 години.
Родът Зинцендорф е издигнат през 1610 г. на фрайхер, през 1653 г. на имперски граф и 1803 г. на имперски княз. Родът „фон Зинцендорф“ изчезва по мъжка линия през 1822 г. През 1828 г. след дълги наследствени конфликти дворецът и господството Ернстбрун отиват на княз Хайнрих LXIV Ройс-Кьостриц (1787 – 1856).

## Фамилия
Първи брак: през 1645 г. с Регина Йоргер фон Толет (+ 1660). Те имат син:
- Кристиан Лудвиг († 1687 на 16 години в битка)

Втори брак: на 30 ноември 1661 г. в Линц с 16-годишната принцеса Доротея Елизабет фон Шлезвиг-Холщайн-Зондербург-Визенбург (* ок. 1645; † 8 януари 1725), дъщеря на 1. херцог Филип Лудвиг фон Шлезвиг-Холщайн-Зондербург-Визенбург (1620 – 1689) и първата му съпруга графиня Катарина фон Валдек-Вилдунген (1612 – 1649). Те имат две деца:
- Мария Леополдина фон Зинцендорф (* 11 април 1666; † 26 май 1709), омъжена на 22 януари 1687 г, в Св. Стефан, Виена, за княз Фридрих Вилхелм фон Хоенцолерн-Хехинген (* 20 септември 1663, замък Хехинген; † 14 ноември 1735, замък Хехинген)
- Филип Лудвиг (* 26 декември 1671, Виена; † февруари 1742, Виена), австрийски държавник и дипломат, става дворцов канцлер на император Карл VI, 1712 г. рицар на Ордена на Златното руно, женен 1696 г. за графиня Регина Катарина Изабела Розалия фон Валдщайн (* 1672; † 26 октомври 1733, Виена)

Вдовицата му Доротея Елизабет се омъжва втори път на 13 март 1682 г. за Жан Луи дьо Рабутин (1641 – 1716), маркиз на Фремонвил.